# Herzogtum Dobrin

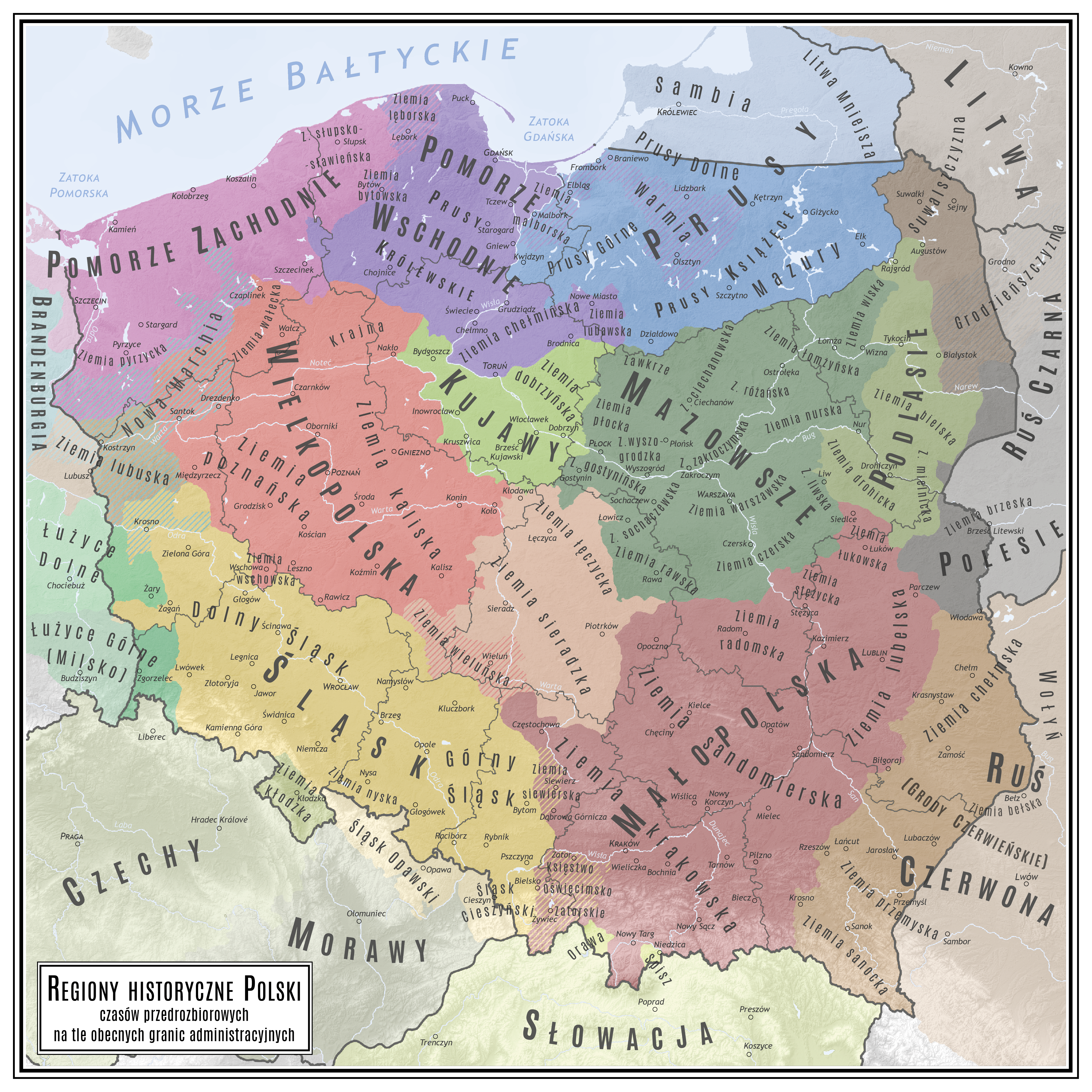
Der rechts-weichselische Teil von Kujawien (hellgrün)

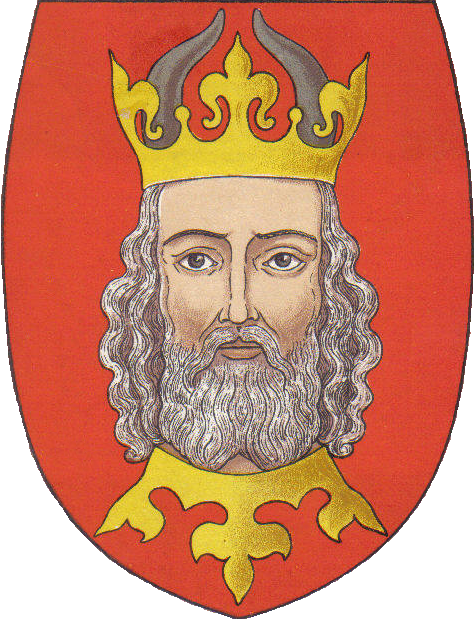
Wappen

Das Herzogtum Dobrin (polnisch Księstwo dobrzyńskie, lateinisch Dobrinensis) war ein Teilfürstentum Polens von 1227 bis 1392 mit der Hauptfeste Dobrzyń nad Wisłą.

## Geschichte
Konrad von Masowien bildete aus dem Gebiet des Herzogtum Kujawien rechts der Weichsel im Dobriner Land das Herzogtum Dobrin für seinen ältesten Sohn Bolesław I. (Masowien) und zwei Jahre später seinen jüngeren Sohn Siemowit I. Im Krieg des Deutschen Ordens gegen Polen besetzte der Deutsche Orden 1329/1330 das Herzogtum Dobrin. Im Frieden von Kalisch gab der Orden das Herzogtum 1343 wieder an das Königreich Polen zurück und Kasimir der Große belehnte seinen Enkel Kasimir von Pommern und nach seinem Tod seine Witwe Margarethe von Masowien mit dem Herzogtum. Ludwig der Große belehnte Ladislaus von Oppeln mit dem Herzogtum Dobrin. Dieser löste das Herzogtum jedoch auf und verpfändete das Dobriner Land an den Deutschen Orden. Im Frieden von Razianz 1404 kam das Dobriner Land wieder an das Königreich Polen, der Orden besetzte es jedoch 1409 erneut. Nach dem Ersten Thorner Frieden kam es 1411 endgültig an Polen, in die Krone des Königreichs Polen wurde es 1466 inkorporiert und wurde Teil der Woiwodschaft Inowrocław.

## Herzöge
- Bolesław von Masowien 1227–1229
- Siemowit I. 1229
- Konrad I. (Polen) 1229–1247
- Bolesław I. (Masowien) 1247–1248
- Kasimir I. (Kujawien) 1248–1267
- Władysław I. Ellenlang, Kasimir von Kujawien und Siemowit von Dobrin 1267–1288, bis 1275 unter der Regentschaft von Euphrosine von Oppeln
- Siemowit von Dobrin 1288–1293
- Władysław I. Ellenlang 1293–1295
- Siemowit von Dobrin 1295–1303
- Przemysł (Kujawien) 1303–1305
- Siemowit von Dobrin 1305–1312
- Władysław der Krumme und Bolesław (Dobrin) 1312–1327/1328
- Władysław I. Ellenlang 1327–1329

Von 1329–1343 vom Deutschen Orden besetzt.
- Władysław der Krumme 1343–1351/1352

Von 1351/1352–1370 ins Königreich Polen inkorporiert.
- Kasimir von Pommern 1370–1377
- Margarethe von Masowien 1377–1378/79
- Ladislaus von Oppeln 1378/79–1392

Von 1392 an den Deutschen Orden verpfändet und aufgelöst.